# Savinac (gmina Bojnik)
Savinac (cyr. Савинац) – wieś w Serbii, w okręgu jablanickim, w gminie Bojnik. W 2011 roku liczyła 38 mieszkańców.